# Bogàtoie (Saràtov)
|  | Per a altres significats, vegeu «Bogàtoie». |

Bogàtoie (en rus: Богатое) és un poble de l'óblast de Saràtov, a Rússia, segons el cens del 2010 tenia 267 habitants. Pertany al districte municipal de Volsk.